# 10721 Тутеров
10721 Тутеров (10721 Tuterov) — астероїд головного поясу, відкритий 17 серпня 1986 року.
Тіссеранів параметр щодо Юпітера — 3,583.